# Actorthia nigra
Actorthia nigra är en tvåvingeart som beskrevs av Zaitzev 1974. Actorthia nigra ingår i släktet Actorthia och familjen stilettflugor.
Artens utbredningsområde är Mongoliet. Inga underarter finns listade i Catalogue of Life.